# Sor (geomorfología)

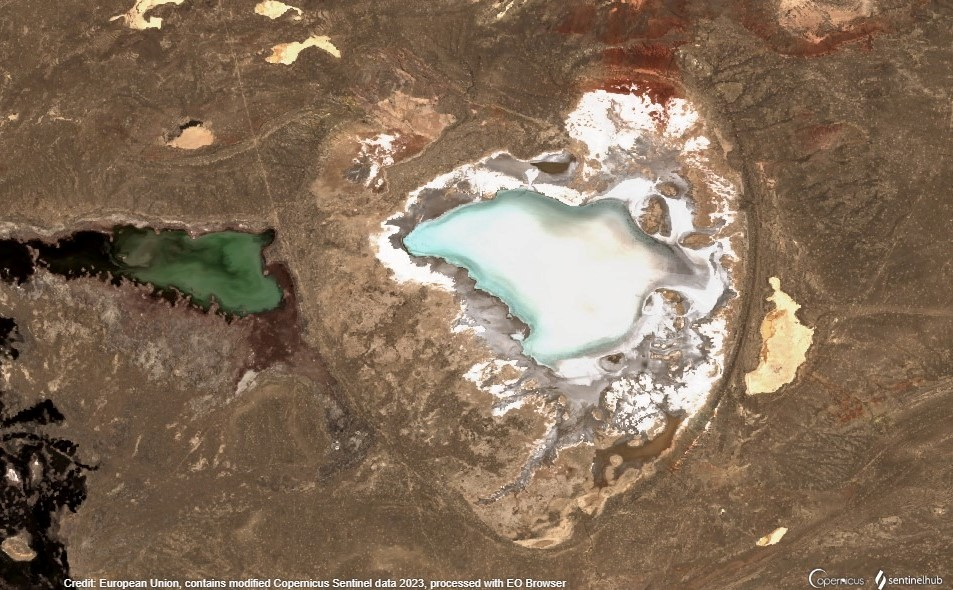
El Buralkynyn Tuzy, un sor en el desierto de Betpak-Dala cerca de la parte baja del río Chu.

Un sor (kazajo: сор; turcomano: шор) es una depresión cerrada y sin drenaje característica de los desiertos de Asia Central , que se encuentra especialmente en Kazajistán. La zona de sor se inunda estacionalmente, formando un lago, que se convierte en una marisma interior y luego en un salar a medida que se seca.
El término forma parte de algunos topónimos de Kazajistán, como Aralsor, Azhibeksor, Karasor, Sorkol, Sorasha, Altybaysor y Sor Tuzbair.

## Descripción
Un sor se forma en las llanuras de zonas áridas o desiertos. Las fuertes lluvias estacionales que ocurren generalmente en la primavera hacen que el agua se acumule en el fondo de la depresión. El lago intermitente se caracteriza por una costa bien definida. A medida que se acerca el verano, el lago se seca rápidamente debido a las altas temperaturas, formando una salina con una capa de sal de diferente espesor. En las zonas planas y secas, el agua subterránea se encuentra cerca de la superficie.
Aunque normalmente un sor se encuentra alejado de la orilla del mar, una ensenada en la costa sur de Kultuk Muerto tenía las características de un sor y se conocía como "Sor Kaydak". Sin embargo, en las últimas décadas perdió su línea costera distintiva debido al aumento del nivel del Mar Caspio y se ha convertido en una marisma.

## Flora
Situado en zonas de escasa vegetación, el paisaje típico de Sor es bastante árido. Las halófitas resistentes como Halocnemum se encuentran entre las únicas especies capaces de crecer en un entorno así.